# Hoodie Allen
Steven Markowitz (19 de agosto de 1988), más conocido por su nombre artístico Hoodie Allen, es un cantante y rapero estadounidense de hip-hop y rap.

## Inicios
Steven Markowitz nació en Georgia y creció en un hogar judío de Plainview, Long Island, junto a su hermano, Daniel. Comenzó a escribir canciones cuando era niño y solía hacer actuaciones frente a sus amigos en las fiestas. Markowitz cursó sus estudios en la Escuela de Long Island en Huntington Station, y más tarde continuó estudiando en Plainview, Old Bethpage John F. Kennedy High School, donde jugaba al fútbol americano.
Mientras asistía a la Universidad de Pensilvania, se inscribió en la fraternidad Alpha Epsilon Pi y jugó en el equipo de fútbol.   
Después de graduarse en 2010 con una licenciatura en marketing y finanzas, trabajó en Google como asociado de AdWords en su programa estandarizado de AdWords Reseller Capacitación. Paralelamente, Steven se dedicaba a escribir canciones, responder mensajes de correo electrónico de sus seguidores y programar conciertos.  
Tras reflexionar sobre esto, Hoodie Allen dijo: "Me estaba moviendo tan rápido, e incluso mientras estaba en Google había tantas cosas que pasaban a mi alrededor que me sentí como si estuviera haciendo dos trabajos a tiempo completo”. Su sueño y su pasión era la música, así que cuando llegó la oportunidad de hacer conciertos en directo, decidió que tenía que abandonar Google.

## Carrera
Las primeras publicaciones musicales de Hoodie, fueron "Bagels & Beats" y "Making Waves," las cuales le hicieron ganar un premio mtvU a la mejor Música en Campus de 2009. En junio de 2010 publicó "You Are Not a Robot," el cual alcanzó el número #1 en Hype Machine. Después la respuesta, el paso el verano trabajando, y terminó su mixtape Pep Rally en septiembre. El álbum fue producido por RJF, y contenía canciones de Death Cab for Cutie, Flight Facilities, y Two Door Cinema Club. Él eligió el nombre “Pep Rally” porque según él “capturaba la energía de la grabación. Algo nuevo y emocionante.” Cuando le preguntaron acerca de su proceso para escribir, Hoodie dijo: “Durante Pep Rally, las ideas eran colaborativas. Nosotros acamparíamos en el sótano de RJF pon el fin de semana y no lo dejábamos hasta tener 3 canciones terminadas.” El mixtape fue descargado aproximadamente 200,000 veces. El mismo financio el vídeo “You Are Not A Robot,” el cual tiene cerca de 6 millones de visitas.
En julio de 2011, Hoodie publicó su tercer mixtape, Leap Year, el cual también fue producido por su amigo RJF. Alcanzó 250,000 reproducciones en SoundCloud en su primera semana. Él explica que el nombre "básicamente habla del salto de fe que yo tome al dejar todo atrás para ser un artista." Como apoyo al álbum, Hoodie presentó un tour de 15 ciudades por Norteamérica, incluyendo presentaciones en San Francisco, Nueva York, y Montreal. Anteriormente, él se había presentado con The Cataracs, Das Racist, Chiddy Bang, y RJD2.
Él también apareció en la serie universitaria humorística Jake and Amir como el maestro de rap del personaje Amir Blumenfeld.
También cabe destacar el uso de varias de sus canciones por FaZe clan, en vídeos como illcams 49, illcams 39, Go on Ramos 15... que han ayudado a su auge en la comunidad gamer a nivel internacional, llegando a hacer un breve comentario al final de illcams 39.
En 2017 su canción "Act My Age" del álbum "People Keep Talking" fue utilizada en el tercer tráiler para la película "Spider-Man: Homecoming"

## Recepción
En julio de 2011, alcanzó el Top 10 de Billboard Uncharted Territory. Para el 5 de agosto de 2011, Hoodie era #2 en Billboard’s Uncharted Territory."

## Discografía

### Álbumes de estudio
| People Keep Talking                                                     | - Lanzamiento: 14 de octubre de 2014 - Discográfica: Independiente - Formato: CD, descarga digital | 8 | 2 | 2 | 24 | — | — |
| "—" significa que no salió en lista,o que no fue lanzado en dicho país. | |   |   |   |    |   |   |

### EPs
| All American                                                            | - Lanzamiento: 10 de abril de 2012 - Discográfica: Independiente - Formato: descarga digital, edición limitada CD   | 10 | 16 | 64 |
| Americoustic                                                            | - Lanzamiento: 13 de agosto de 2013 - Discográfica: Independiente - Formato: descarga digital                       | 29 | 42 |    |
| All About It                                                            | - Lanzamiento: 14 de octubre de 2014 - Discográfica: Independiente - Formato: descarga digital, edición limitada CD |    |    |    |
| "—" significa que no salió en lista,o que no fue lanzado en dicho país. | |    |    |    |

### Mixtapes
- Bagels and Beats (2009)
- Making Waves (2009)
- Pep Rally (2010)
- Leap Year (2011)
- Crew Cuts (2013)

### Singles y colaboraciones
| Año  | Título                                                                | Título |
| ---- | --------------------------------------------------------------------- | ------ |
| 2010 | "Lift Off" (Fortune Family featuring Hoodie Allen)                    |        |
| 2011 | "NY is Killing Me" (produced by Jamie XX)                             |        |
| 2011 | "8-Bit World" (Your Favorite Martian featuring Hoodie Allen)          |        |
| 2011 | "Rock The Show" (Zak Downtown featuring Hoodie Allen)                 |        |
| 2012 | "Hey Now"                                                             |        |
| 2012 | "Feel The Love" (Produced by RJF)                                     |        |
| 2012 | "Lady Killers" (G-Eazy featuring Hoodie Allen)                        |        |
| 2013 | "Cake Boy"                                                            |        |
| 2013 | "Fame Is For Assholes" (featuring Chiddy Bang)                        |        |
| 2013 | "Toast" (Jared Evan featuring Hoodie Allen)                           |        |
| 2013 | "Make It Home" (featuring Kina Grannis)                               |        |
| 2013 | "All That I Know" (OCD: Moosh and Twist featuring Hoodie Allen)       |        |
| 2013 | "Pieces [Hidden Track]" (Jared Evan featuring Hoodie Allen)           |        |
| 2014 | "Show Me What You're Made Of"(Produced by RJF and Parrish Warrington) |        |
| 2014 | "Nolan Ryan"(Produced by Illmind)                                     |        |
| 2014 | "Movie"(Produced by Parrish Warrington and RJF)                       |        |
| 2014 | "Dumb For You"(Produced by Parrish Warrington and RJF)                |        |
| 2014 | "All About It"(featuring Ed Sheeran)                                  |        |

### Vídeos musicales
| Título                        | Año  | Director                             |
| ----------------------------- | ---- | ------------------------------------ |
| "You Are Not A Robot"         | 2011 | Zach Goldberg                        |
| "The Chase Is On"             | 2011 | Jordan Bahat                         |
| "James Franco"                | 2011 | Gordy Sang                           |
| "No Interruption"             | 2012 | Charles Whitcher                     |
| "No Faith In Brooklyn"        | 2012 | Charles Whitcher                     |
| "Cake Boy"                    | 2013 | Jakob Owens and David 'D-WHY' Morris |
| "Fame Is For Assholes"        | 2013 | Jakob Owens and David 'D-WHY' Morris |
| "Show Me What You're Made Of" | 2014 | Ariel Danzinger                      |
| "Movie"                       | 2014 | Jackson Adams                        |
| "Act My Age"                  | 2014 | Jackson Adams                        |

## Tours
- The All American Tour - 22 shows (2012)
- I Work Better in the UK Tour - 4 shows (2012)
- Excellent Adventure Tour - 18 shows (2012)
- Cruisin' USA Tour - 27 shows (2013)
- Fake ID and a Passport Tour - 9 shows in England, Germany, Ireland, France and The Netherlands (2013)
- Party With Your Friends Tour - 33 shows (2013)
- Hanging With Hoodie Tour - 24 shows (2014)
- People Keep Talking World Tour - 30 shows (2014)
- The Hype World Tour - 47 shows (2017)